# Metodo delle rigidezze
Il metodo delle rigidezze (o degli spostamenti) definisce una strategia di risoluzione di travature elastiche (telai e travature reticolari) con carichi esterni costituiti da (o equivalenti a) forze e coppie applicate ai nodi. La strategia usa i parametri di spostamento nodali come incognite del problema e si inquadra pertanto in una formulazione agli spostamenti del problema elastico che risale a Clebsch. 
Il metodo delle rigidezze è indifferente al carattere isostatico o iperstatico della struttura e risulta particolarmente indicato per l'analisi di strutture ad elevato grado di iperstaticità. Infatti, contrariamente al metodo delle forze, il metodo delle rigidezze non risulta appesantito dall'aumento del grado di iperstaticità della struttura, l'aumento del grado di iperstaticità mediante l'introduzione di ulteriori vincoli cinematici comporta una riduzione del numero di parametri nodali indipendenti e, quindi, una semplificazione del sistema di equazioni di equilibrio nodale cui il metodo delle rigidezze perviene. 
Il metodo delle rigidezze si presta a una rappresentazione formale di tipo vettoriale e quindi a un'implementazione in codice di analisi automatica: esso rappresenta il prototipo naturale dell'analisi matriciale delle strutture dai cui termini sono nati i moderni metodi agli elementi finiti.

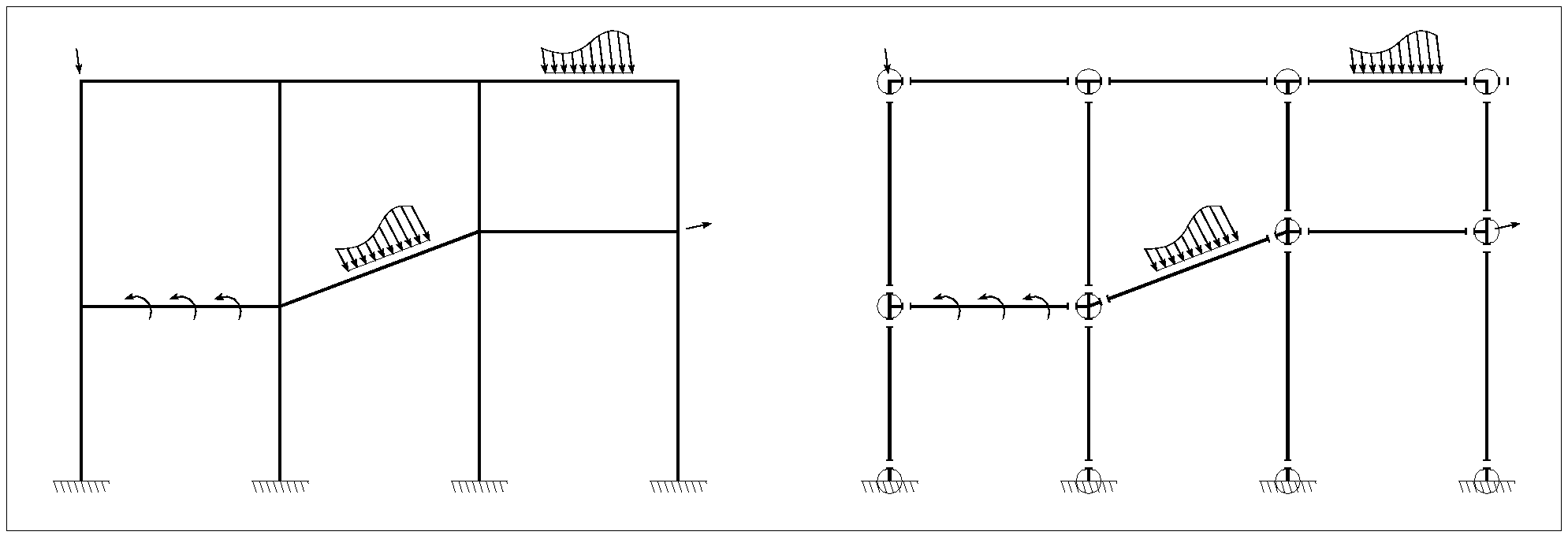
Una travatura come assemblaggio di travi e nodi

## Livello locale e globale di analisi
Nel metodo delle rigidezze la travatura è vista come un assemblaggio di travi interconnesse attraverso nodi. Il comportamento meccanico globale della struttura è somma del comportamento dei suoi elementi-trave e delle loro interazioni statico-cinematiche: i nodi sono i luoghi di tali interazioni.
Questo modo di vedere la struttura rende naturale organizzare il lavoro di analisi in due livelli di attività:
- il livello locale - associato allo studio del comportamento del singolo elemento, comporta un'operazione di riscrittura delle relazioni interne tra tensioni e deformazioni in termini di relazioni esterne tra forze nodali e spostamenti nodali dell'elemento. Tale riscrittura permette una rappresentazione sintetica (di tipo matriciale) ed essenziale del comportamento dei singoli elementi-trave del tipo:

{\displaystyle {\mathbf {p} }_{e}={\mathbf {K} }_{e}{\mathbf {u} }_{e}}
dove {\displaystyle {\mathbf {p} }_{e},{\mathbf {u} }_{e}} sono i vettori rispettivamente delle forze e degli spostamenti nodali di ogni trave (nel riferimento locale)
{\displaystyle {\mathbf {K} }_{e}} è la matrice di rigidezza locale della generica trave;
- il livello globale - associato alla rappresentazione delle interazioni statico-cinematiche nodali degli elementi-travi: le condizioni di equilibrio e di congruenza dei nodi della struttura. Queste hanno la seguente rappresentazione matriciale:

{\displaystyle {\mathbf {u} }_{e}={\mathbf {A} }_{e}{\mathbf {u} }} (relazioni di compatibilità cinematica nodale);
{\displaystyle {\mathbf {p} }=\sum _{e}\,{\mathbf {A} }_{e}^{t}{\mathbf {p} }_{e}} (relazioni di equilibrio nodale).
dove {\displaystyle {\mathbf {p} },{\mathbf {u} }} sono i vettori rispettivamente delle forze e degli spostamenti nodali dell'intera struttura (nel riferimento globale);
{\displaystyle {\mathbf {A} }_{e}} è la matrice di congruenza degli spostamenti nodali della generica trave (espressa in termini dei suoi coseni direttori);
In particolare a tale livello globale le relazioni che sintetizzano il comportamento delle singole travi sono utilizzate allo scopo di costruire in forma semplice le relazioni generali che descrivono il comportamento dell'intera struttura.

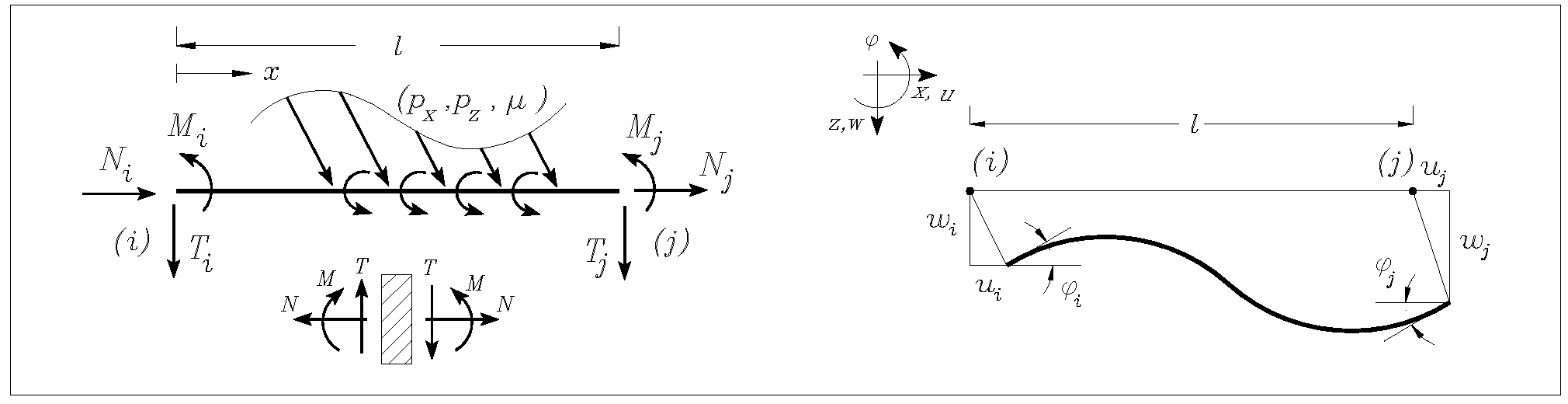
Descrizione locale di una trave

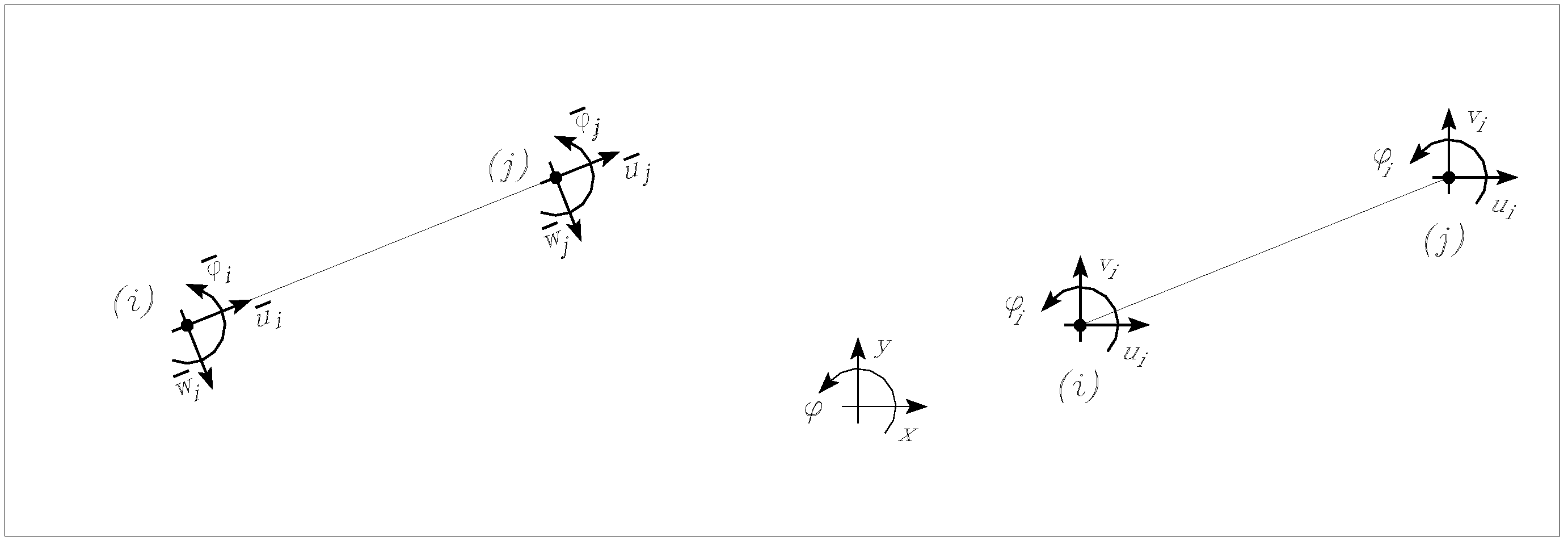
Parametri cinematici locali e globali dei nodi di una trave

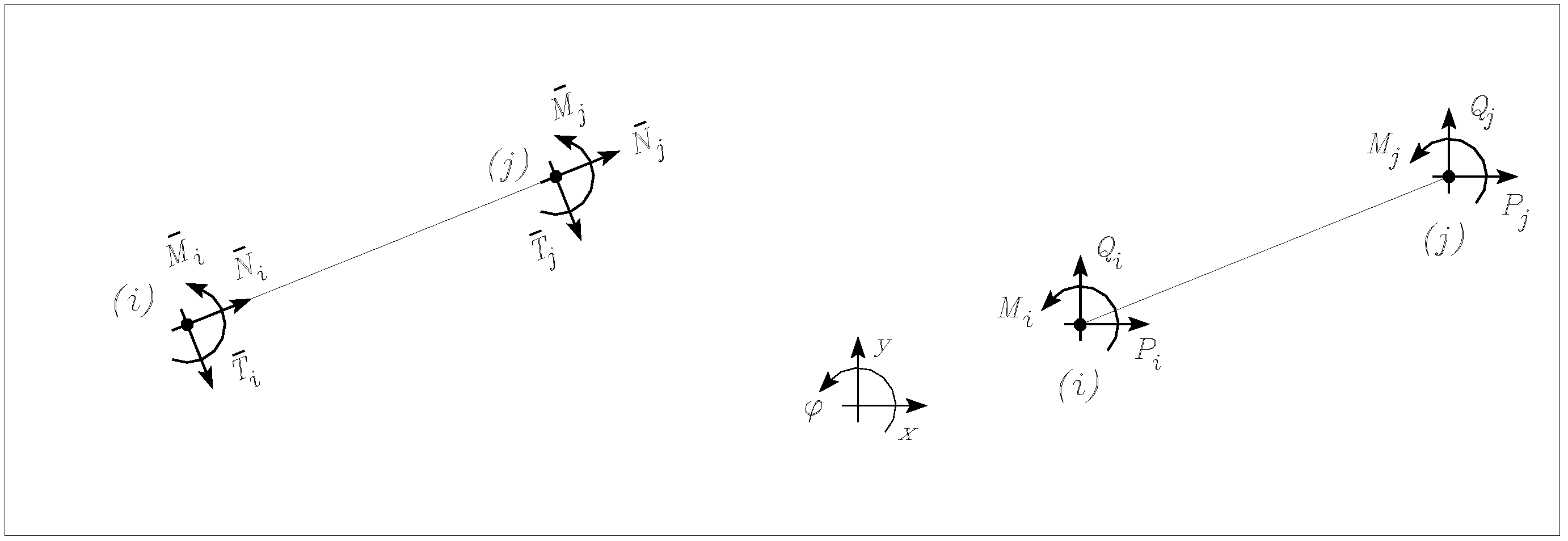
Parametri statici locali e globali dei nodi di una trave

## Formulazione diretta
Il metodo fa uso delle seguenti relazioni tra i carichi e gli spostamenti nodali degli elementi della struttura:
- (a) {\displaystyle {\mathbf {p} }_{e}={\mathbf {K} }_{e}{\mathbf {u} }_{e}} (relazioni costitutive, rappresentative della risposta elastica di ogni elemento-trave);
- (b) {\displaystyle {\mathbf {u} }_{e}={\mathbf {A} }_{e}{\mathbf {u} }} (relazioni di compatibilità cinematica nodale);
- (c) {\displaystyle {\mathbf {p} }=\sum _{e}\,{\mathbf {A} }_{e}^{t}{\mathbf {p} }_{e}} (relazioni di equilibrio nodale).

In particolare, il metodo delle rigidezze
- assume le relazioni (a) e (b), cioè assume a priori realizzato il livello locale di ogni elemento (sulla base della soluzione della linea elastica) e le condizioni di congruenza nodale,
- ed impone le condizioni di equilibrio nodale (c) che, dopo aver sostituito le precedenti risultano così espresse

{\displaystyle {\mathbf {p} }=\sum _{e}\,{\mathbf {A} }_{e}^{t}{\mathbf {p} }_{e}=(\sum _{e}\,{\mathbf {A} }_{e}^{t}{\mathbf {K} }_{e}{\mathbf {A} }_{e})\,{\mathbf {u} }={\mathbf {K} }\,{\mathbf {u} }}
Queste definiscono un sistema di equazioni algebriche nelle quantità incognite {\displaystyle {\mathbf {u} }} (le incognite principali del problema), dove i termini noti sono legati al vettore {\displaystyle {\mathbf {p} }} dei carichi nodali, mentre la matrice dei coefficienti {\displaystyle {\mathbf {K} }=\sum _{e}\,{\mathbf {A} }_{e}^{t}{\mathbf {K} }_{e}{\mathbf {A} }_{e}}, detta matrice di rigidezza della struttura, è ottenuta mediante un'operazione di assemblaggio delle matrici di rigidezza delle singole travi. Risolte in termini di spostamenti nodali {\displaystyle {\mathbf {u} }}, le relazioni (b) ed (a) forniscono i valori delle forze nodali e degli spostamenti nodali sui singoli elementi-trave della struttura, da cui ricostruire localmente la soluzione del problema.

## Formulazione energetica
Il metodo delle rigidezze segue una formulazione in termini di variabili spostamento inquadrabile nel principio di minimo dell'energia potenziale totale. Il sintesi, la filosofia generale dal metodo delle rigidezze consiste infatti nel
- definire un insieme di possibili campi di spostamento per la struttura, cinematicamente compatibili con i vincoli interni ed esterni del problema;
- ricercare in tale insieme quell'unico campo di spostamenti cui corrispondono sollecitazioni interne in equilibrio con i carichi esterni.

In particolare, sulla base della soluzione della linea elastica, l'insieme del problema è ristretto a quei campi di spostamento non solo cinematicamente compatibili, ma anche equilibrati (con carichi localmente nulli) sui punti interni degli elementi-trave che compongono la struttura. 
Mediante le condizioni di congruenza nodale {\displaystyle {\mathbf {u} }_{e}={\mathbf {A} }_{e}{\mathbf {u} }}, tale insieme di rappresentazione cinematica è espresso univocamente in funzione di un numero limitato di parametri, gli spostamenti nodali {\displaystyle {\mathbf {u} }}, che diventano le incognite principali del problema. 
La soluzione è pertanto ricercata imponendo le condizioni di equilibrio nodale, le uniche a priori non ancora soddisfatte. Tale condizione di equilibrio è equivalente alla condizione di stazionarietà (di minimo) dell'energia potenziale totale del sistema
{\displaystyle \Pi [u]=\Phi [u]-{\mbox{LC}}={\mbox{min}}_{\{{\mathbf {u} }\}}}
dove {\displaystyle \Phi [u]=\sum \Phi _{e}[u_{e}]} è l'energia di deformazione della struttura (somma delle energie di deformazione delle singole travi espresse sinteticamente in termini della loro matrice di rigidezza), mentre {\displaystyle {\mbox{LC}}={\mathbf {p} }^{t}{\mathbf {u} }} è il lavoro dei carichi nodali. Avendo fatto uso della soluzione della linea elastica, l'energia di deformazione della singola trave è espressa in termini della sua matrice di rigidezza {\displaystyle \Phi _{e}[u_{e}]={\frac {1}{2}}{\mathbf {u} }_{e}^{t}\,{\mathbf {K} }_{e}\,{\mathbf {u} }_{e}}. Ancora, ricordando le relazioni di congruenza nodale, l'energia di deformazione della struttura risulta espressa in termini della matrice di rigidezza globale 
{\displaystyle \Phi [u]=\sum \left({\frac {1}{2}}{\mathbf {u} }_{e}^{t}\,{\mathbf {K} }_{e}\,{\mathbf {u} }_{e}\right)={\frac {1}{2}}\,{\mathbf {u} }^{t}\,\left(\sum {\mathbf {A} }_{e}^{t}\,{\mathbf {K} }_{e}\,{\mathbf {A} }_{e}\right)\,{\mathbf {u} }={\frac {1}{2}}\,{\mathbf {u} }^{t}\,{\mathbf {K} }\,{\mathbf {u} }}
Pertanto, la condizione di minimo dell'energia potenziale totale è espressa nella seguente forma discreta
{\displaystyle {\mathbf {p} }={\mathbf {K} }\,{\mathbf {u} }}

## Aspetti operativi
Dal punto di vista operativo, il metodo delle rigidezze si sviluppa nelle seguenti fasi:
1. sono definiti i parametri cinematici nodali {\displaystyle {\mathbf {u} }} indipendenti;
2. per ogni trave, sono determinate le matrici di congruenza {\displaystyle {\mathbf {A} }_{e}} e di rigidezza locale {\displaystyle {\mathbf {K} }_{e}};
3. è assemblata la matrice di rigidezza globale della struttura {\displaystyle {\mathbf {K} }=\sum {\mathbf {A} }_{e}^{t}\,{\mathbf {K} }_{e}\,{\mathbf {A} }_{e}};
4. è assemblato il vettore {\displaystyle {\mathbf {p} }} dei carichi esterni nodali;
5. è risolto il sistema di equazioni algebriche {\displaystyle {\mathbf {K} }{\mathbf {u} }={\mathbf {p} }};
6. a partire dagli spostamenti nodali {\displaystyle {\mathbf {u} }}, per ognuna delle aste della struttura si determinano gli spostamenti {\displaystyle {\mathbf {u} }_{e}} e le forze nodali {\displaystyle {\mathbf {p} }_{e}}, e si ricostruisce la deformata e le sollecitazioni interne all'asta facendo uso della soluzione della linea elastica.

### Approccio manuale
In un approccio manuale la fase 2 consiste nel determinare, per ogni trave di nodi {\displaystyle (i,j)},  
- i parametri di spostamento nodali nel riferimento locale in funzione dei relativi parametri nel riferimento globale, facendo uso dei coseni direttori della trave {\displaystyle {\mathbf {u} }_{e}={\mathbf {A} }_{e}{\mathbf {u} }}
- le forze nodali facendo uso dei coefficienti di rigidezza {\displaystyle {\mathbf {p} }_{e}={\mathbf {K} }_{e}{\mathbf {u} }_{e}}

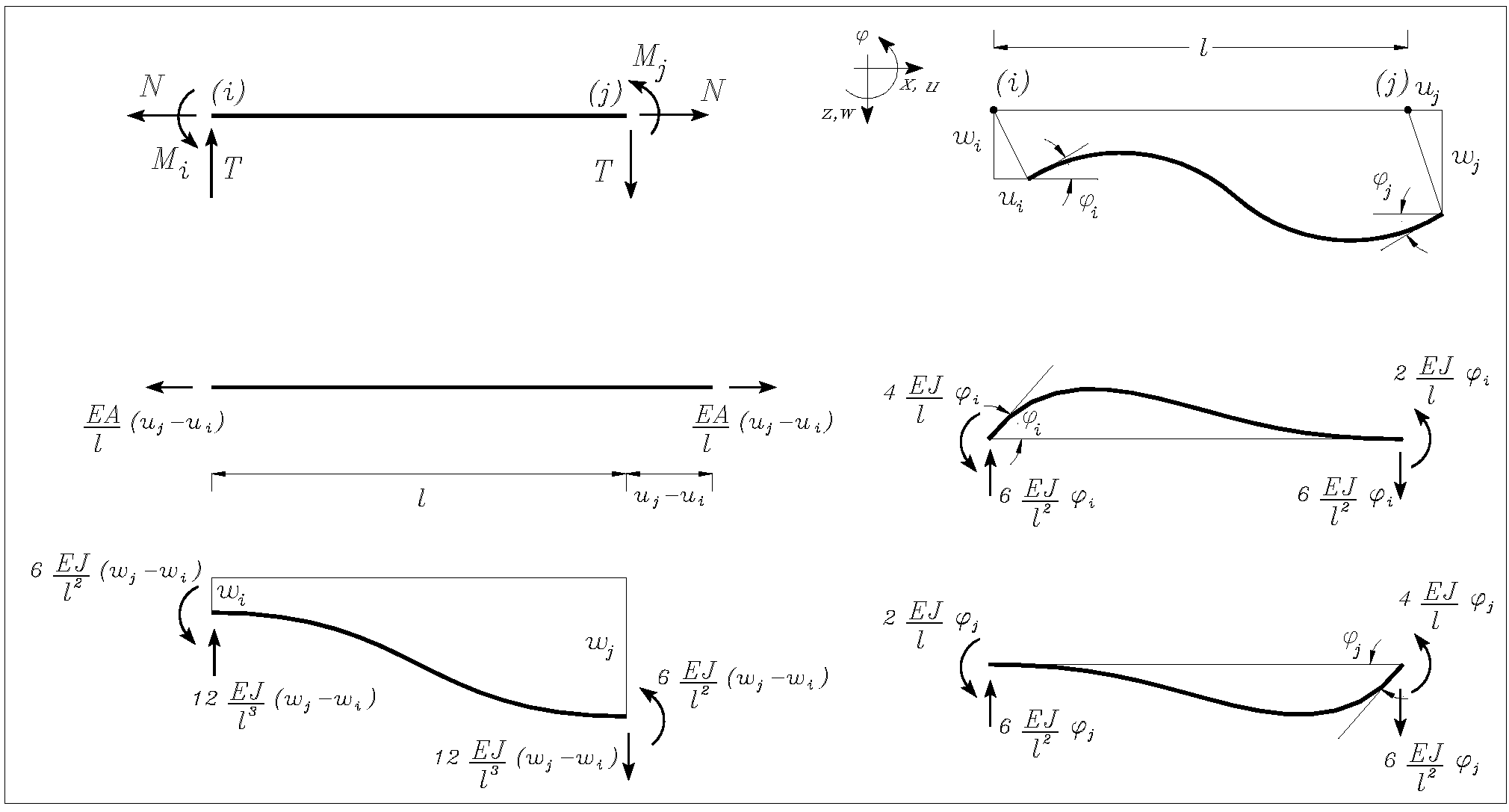
Coefficienti di rigidezza di una trave

A tal fine è conveniente riferirsi ai seguenti parametri cinematici locali {\displaystyle {\mathbf {u} }_{e}\equiv \,\{{\bar {u}}_{j}-{\bar {u}}_{i},{\bar {w}}_{j}-{\bar {w}}_{i},\varphi _{i},\varphi _{j}\}}, dove {\displaystyle ({\bar {u}},{\bar {w}})} sono le componenti di spostamento nel riferimento locale {\displaystyle ({\bar {x}},{\bar {z}})} con asse {\displaystyle {\bar {x}}} disposto lungo l'asse rettilineo della trave. Rispetto a questi risultano le seguenti relazioni costitutive locali facendo riferimento ad un semplice modello di trave alla Bernoulli
{\displaystyle \overbrace {\begin{bmatrix}N\\T\\M_{i}\\M_{j}\end{bmatrix}} ^{\displaystyle {\mathbf {p} }_{e}}=\underbrace {\begin{bmatrix}+{\frac {EA}{l}}&\cdot &\cdot &\cdot \\\cdot &+{\frac {12EJ}{l^{3}}}&+{\frac {6EJ}{l^{2}}}&+{\frac {6EJ}{l^{2}}}\\\cdot &+{\frac {6EJ}{l^{2}}}&+{\frac {4EJ}{l}}&+{\frac {2EJ}{l}}\\\cdot &+{\frac {6EJ}{l^{2}}}&+{\frac {2EJ}{l}}&+{\frac {4EJ}{l}}\end{bmatrix}} _{\displaystyle {\mathbf {K} }_{e}}\overbrace {\begin{bmatrix}{\bar {u}}_{j}-{\bar {u}}_{i}\\{\bar {w}}_{j}-{\bar {w}}_{i}\\\varphi _{i}\\\varphi _{j}\end{bmatrix}} ^{\displaystyle {\mathbf {u} }_{e}}\;\;,\;\;\Phi _{e}={\frac {1}{2}}\,{\mathbf {u} _{e}}^{t}\,{\mathbf {K} }_{e}\,\mathbf {u} _{e}}
La fase 1 è convenientemente ottenuta tenendo conto dei vincoli cinematici interni ed esterni del sistema. In particolare, in un approccio manuale, al fine di ridurre il numero di variabili del problema, è conveniente introdurre un'ipotesi di inestensibilità assiale delle travi, essendo in genere trascurabile l'errore così introdotto. 
Si osservi tuttavia che, se da un lato l'ipotesi di aste indeformabili assialmente, riducendo notevolmente il numero delle incognite cinematiche, semplifica l'implementazione
manuale del metodo delle rigidezze, dall'altro comporta che i nuovi vincoli cinematici interni siano coerentemente tenuti in conto nel tracciamento
della cinematica della struttura. Si osservi ancora che, nell'ipotesi di inestensibilità assiale, una volta pervenuti
alla soluzione in termini di spostamenti nodali del problema, è possibile
pervenire alla ricostruzione delle caratteristiche di sforzo tagliante e momento
flettente su ogni asta sulla base dei relativi coefficienti di rigidezza. Ciò non è
altrettanto possibile per lo sforzo normale, in quanto il vincolo ipotizzato rende
indefinito il relativo legame elastico {\displaystyle N=EA\,\Delta l}, essendo {\displaystyle EA=\infty } ed {\displaystyle \Delta l=0}. Tuttavia, dovendo i valori degli sforzi normali nelle aste soddisfare comunque le equazioni di equilibrio alla traslazione dei
nodi della struttura, in alcuni casi (ma non in tutti), dalla risoluzione di queste,
è possibile pervenire ai valori cercati, ricostruendo la distribuzione dello sforzo
normale sulla struttura.

### Approccio automatico (Analisi matriciale delle strutture)
Proprio per la naturalezza con cui è stato possibile formalizzare le varie fasi del metodo in una successione di operazioni matriciali, il metodo delle rigidezze si presta in modo particolare a un'implementazione in codici di calcolo automatico. Questo risulta il vantaggio più rilevante del metodo delle rigidezze in confronto con il metodo delle forze. 
In particolare, un codice di calcolo strutturale sottintende l'uso di una metodologia complessiva, l'analisi matriciale delle strutture inquadrabile nei metodi FEM, in cui l'analisi è impostata e condotta in modo del tutto automatico a partire dalla sola descrizione della geometria e dei carichi (l'input), automatizzando non solo le operazioni di risoluzione del sistema algebrico {\displaystyle {\mathbf {K} }{\mathbf {u} }={\mathbf {p} }}, ma anche (prima) le operazioni di assemblaggio della matrice di rigidezza {\displaystyle {\mathbf {K} }} e del vettore dei carichi {\displaystyle {\mathbf {p} }} e (dopo) la ricostruzione puntuale della soluzione a partire dagli spostamenti nodali {\displaystyle {\mathbf {u} }}.
Nell'ottica di un'analisi automatica, è chiaro che il limite sul numero delle incognite del problema derivi solamente dai limiti fisici della macchina su cui è implementato il codice: con l'attuale tecnologia, tale limite è superiore ad ogni nostra prevedibile esigenza. In tale ottica l'ipotesi di inestensibilità assiale delle travi, giustificata in un approccio manuale al fine di ridurre le incognite del problema, non ha ragione di esistere. La messa in conto della deformabilità assiale porta a una soluzione meno approssimata e ad un codice di analisi di maggiore generalità. A tal fine risulta anche opportuno riconsiderare il modello di trave, passando da una trave alla Bernoulli a una più ricca modellazione di trave alla Timoshenko, che mette in conto anche la deformabilità da scorrimento tagliante. In particolare nel seguito faremo riferimento alla seguente rappresentazione locale della singola trave (la matrice di rigidezza locale {\displaystyle {\mathbf {K} }_{e}})
{\displaystyle \overbrace {\begin{bmatrix}Nl\\M_{i}\\M_{j}\end{bmatrix}} ^{\displaystyle {\mathbf {p} }_{e}}=\underbrace {\begin{bmatrix}+EAl&\cdot &\cdot \\\cdot &{\frac {EJ}{l}}{\frac {4+\beta }{1+\beta }}&+{\frac {EJ}{l}}{\frac {2-\beta }{1+\beta }}\\\cdot &{\frac {EJ}{l}}{\frac {2-\beta }{1+\beta }}&{\frac {EJ}{l}}{\frac {4+\beta }{1+\beta }}\end{bmatrix}} _{\displaystyle {\mathbf {K} }_{e}}\overbrace {\begin{bmatrix}\varepsilon \\\phi _{i}\\\phi _{j}\end{bmatrix}} ^{\displaystyle {\mathbf {u} }_{e}}\;\;,\;\;\Phi _{e}={\frac {1}{2}}\,{\mathbf {u} _{e}}^{t}\,{\mathbf {K} }_{e}\,\mathbf {u} _{e}}
ove il coefficiente {\displaystyle \beta ={\frac {12EJ}{GA^{*}\,l^{2}}}} tiene conto dell'influenza della deformabilità tagliante, mentre la rappresentazione fa riferimento ai seguenti parametri deformativi locali
- {\displaystyle \varepsilon ={\frac {{\bar {u}}_{j}-{\bar {u}}_{i}}{l}}} : variazione percentuale di lunghezza
- {\displaystyle (\phi _{i},\phi _{j})}: rotazioni nodali riferite alla retta congiungente nodale {\displaystyle \phi _{i}=\varphi _{i}+{\frac {{\bar {w}}_{j}-{\bar {w}}_{i}}{l}}\;\;,\;\;\phi _{j}=\varphi _{j}+{\frac {{\bar {w}}_{j}-{\bar {w}}_{i}}{l}}}.

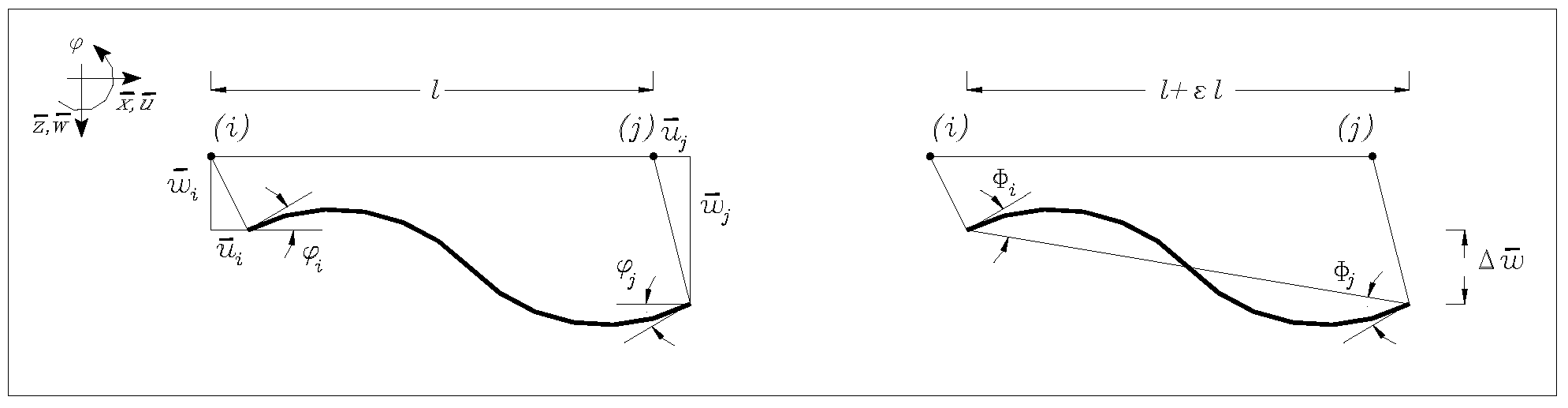
Descrizione locale di una trave

Tali parametri deformativi locali sono determinati sulla base della seguente relazione di congruenza nodale (la matrice di congruenza {\displaystyle {\mathbf {A} }_{e}})
{\displaystyle \overbrace {\begin{bmatrix}\varepsilon \\\phi _{i}\\\phi _{j}\end{bmatrix}} ^{\displaystyle {\mathbf {u} }_{e}}=\underbrace {{\frac {1}{l}}{\begin{bmatrix}\cdots &-c&-s&0&\cdots &+c&+s&0&\cdots \\\cdots &-s&+c&l&\cdots &+s&-c&0&\cdots \\\cdots &-s&+c&0&\cdots &+s&-c&l&\cdots \end{bmatrix}}} _{\displaystyle {\mathbf {A} }_{e}}\overbrace {\begin{bmatrix}\vdots \\u_{i}\\v_{i}\\\varphi _{i}\\\vdots \\u_{j}\\v_{j}\\\varphi _{j}\\\vdots \end{bmatrix}} ^{\displaystyle {\mathbf {u} }_{e}}}
dove {\displaystyle (c,s)} sono i coseni diretti della trave nel riferimento globale.